# Ezequiel Uricoechea
Ezequiel Uricoechea y Rodríguez, född 10 april 1834 i Bogotá, död 28 juli 1880 i Beirut, var en colombiansk lingvist, filolog, lärare, läkare, kemist, geolog, orientalist och vetenskapsman. Han var en av pionjärerna inom spansktalande lingvistik och anses vara en av de första vetenskapsmänen i Colombia.
År 1871 publicerade han boken Gramática, vocabulario, catecismo y confesionario de la lengua chibcha, según antiguos manuscritos anónimos e inéditos (Grammatik, vokabulär, katekes och biktskrift för Chibcha-språket, enligt gamla anonyma och opublicerade manuskript) för vilken han konsulterade de flesta av erövringens krönikörer och andra samt Gramática av Fray Bernardo de Lugo.